# Pimien Panczanka
Pimien Panczanka (biał. Пімен Емяльянавіч Панчанка, ur. 23 sierpnia 1917 w Tallinnie, zm. 2 kwietnia 1995) – białoruski poeta i dziennikarz.

## Życiorys
Jego rodzice, biedni rolnicy, wyjechali do Estonii w poszukiwaniu pracy, w 1920 rodzina wróciła do Biehomli. W 1934 skończył kursy pedagogiczne w Bobrujsku, później pracował jako nauczyciel i kierownik szkoły, nauczał literatury i języka w szkole średniej w rejonie kirowskim, jednocześnie zaocznie studiował na Wydziale Filologicznym Mińskiego Instytutu Pedagogicznego (ukończył studia w 1939). Od 1934 publikował wiersze w gazecie „Kirawiec” i almanachu „Udarniki”. Tworzył poezję społeczno-polityczną o charakterze publicystyczno-dydaktycznym, w 1938 opublikował zbiór poezji „Upeunienaśc" i został przyjęty do Związku Pisarzy ZSRR. Od września 1939 do stycznia 1945 służył w Armii Czerwonej jako specjalny korespondent i publicysta w gazetach frontowych i armijnych, we wrześniu 1939 brał udział w agresji ZSRR na Polskę, a po ataku Niemiec na ZSRR w walkach na Froncie Briańskim, Zachodnim, Kalinińskim i Północno-Zachodnim. Przez pewien czas przebywał w Iranie wraz z jednostkami Armii Czerwonej. Po wojnie pracował w redakcjach różnych gazet, m.in. „Wożyk”, „Literatura i Mastactwa” i „Sowietskaja Otczizna”, w latach 1966–1971 był sekretarzem zarządu Związku Pisarzy Białoruskiej SRR. W latach 1957–1961 i 1971–1975 był deputowanym do Rady Najwyższej Białoruskiej SRR, w 1958 jako członek delegacji Białoruskiej SRR brał udział w sesji Zgromadzenia Ogólnego ONZ, był także przewodniczącym Republikańskiego Komitetu Obrony Pokoju. W 1973 otrzymał tytuł Ludowego Poety Białoruskiej SRR.

## Odznaczenia i nagrody
- Order Lenina
- Order Rewolucji Październikowej
- Order Czerwonego Sztandaru Pracy (trzykrotnie)
- Order Wojny Ojczyźnianej II klasy
- Order „Znak Honoru” (dwukrotnie)
- Nagroda Państwowa ZSRR (1981)
- Nagroda Literacka im. Janka Kupały (1959)
- Nagroda Państwowa Białoruskiej SRR im. Janka Kupały (1967)

I medale.